# Ciro Verratti
Ciro Verratti (* 17. August 1907 in Archi; † 6. Juli 1971 in Mailand) war ein italienischer Journalist und Fechter, der sich besonders auf das Florett spezialisiert hatte.

## Biographie
Bereits bei der Fechtweltmeisterschaft 1929 in Neapel, bei der allerdings nur europäische Verbände an den Start gingen, gewann Verratti die Goldmedaille mit dem Team, zu dem insgesamt acht Sportler gehörten. Auch in den nächsten Jahren gewann er einige Titel bei den internationalen Meisterschaften und wurde zudem Italienischer Meister im Jahr 1939.
Der größte sportliche Erfolg Verrattis blieb aber die Goldmedaille, ebenfalls mit dem Team, bei den Olympischen Fecht-Wettkämpfen 1936 in Berlin. Dort schlug er im Finale gemeinsam mit Giorgio Bocchino, Manlio Di Rosa, Giulio Gaudini, Gioacchino Guaragna sowie Gustavo Marzi das französische Team und wurde so Olympiasieger. Im Floretteinzel ging er nicht an den Start.
Parallel zur Sportkarriere begann Verratti auch seine Laufbahn als Journalist, nachdem er vom Fechten zurückgetreten war, wurde er ab 1961 Reporter bei der Corriere della Sera, für die er beim Giro d’Italia und bei der Tour de France berichtete. Der Italiener starb im Jahr 1971 64-jährig bei einem Autounfall.